# Utljudande ‐f i svenska språkliga varieteter
Utljudande -f i svenska språkliga varieteter betyder att namn och andra ord kan sluta med fonemet /f/, som verkligen uttalas [f], i nutida svenska språkliga varieteter. Detta är språkhistoriskt sett en nyhet, som bara finns i några namn, och i några lånord och nybildningar. Ursprungligen fanns inte ett uttal med f‑ljud i slutet av ord – namn som stavades med ⟨f⟩ som Ulf har troligen uttalats med v‑ljud (Ulv) – men läsuttal och nya ord som golf och biograf har gjort utljudande /f/ ganska vanligt i svenska språkområdet.

## Inledande teori
Alla språk har en fonologi, och en del av fonologin är fonotaxen, som är ett språks regler för vilka ljudkombinationer som finns. Ett språks talare är oftast omedvetna om att de följer stränga regler för hur ord kan börja och sluta. Reglerna beror inte nödvändigtvis på att ljudföljder är lätta eller svåra att uttala; svensktalande kan vänja sig vid namn som börjar med sr‑, som Srebrenica, och Sri Lanka med försvenskat uttal. Men fonotaxens regler styr vad talarna vid en viss tidpunkt omedvetet uppfattar som möjliga uttal. Eftersom kombinationen schv inte finns i standardsvenska är uttalet Svejtsch i stället för Schweiz vanligt. Denna artikel handlar om hur uttal med ‑f i slutet av ord har gått från främmande till självklart.
I denna översikt följs de språkvetenskapliga konventionerna att 
- snedstreck / / betecknar fonem (grupper av ljudvarianter som av de talande räknas som samma språkljud)
- hakparenteser [ ] betecknar allofoner (fonetiskt olika varianter inom ett fonem) och fonetisk transkription.
- vinkelparenteser ⟨ ⟩ betecknar grafem (vanliga skrivtecken, i detta fall bokstäver i ett alfabet) och ord skrivna med grafem; stavning med alfabetets vanliga tecken anges ibland med kursiv.

## Språkhistorisk bakgrund
Eftersom nordiska språk är ett språkligt kontinuum görs i artikeln de jämförelser med nordiska språk utanför Sverige som fordras.

### v‑ljud ochf‑ljud i tidig fornnordiska
De nordiska språken har vuxit fram ur ett gemensamt moderspråk, som på vikingatiden fortfarande var så likartat i hela Skandinavien att det i stort sett var samma språk. Detta fornnordiska språk hade i sina äldsta former en annan struktur på v‑ljuden och f‑ljuden än nutida nordiska språk.
För det första, v‑ljudet fanns i uddljudande ställning eller i inljud, men inte i utljud. Det var ursprungligen ett halvvokaliskt ljud som uttalades [w] som det nutida engelska w‑ljudet. Vi kallar detta fonem ”v‑ljud” eftersom det vanligen skrevs med grafemet ⟨v⟩ i äldre nordiska texter.
För det andra, det konsonantiska fonemet /f/ hade två allofoner: en tonlös allofon i uddljud, och en tonande allofon i inljud och utljud. Detta fonem uttalades alltså [f] i början av ord, men [v] i mitten och i slutet av ord.
(Fornnordiska och fornsvenska hade ett f‑uttal även inne i ord, före tonlösa fonemen /k/, /t/ och /s/, på samma sätt som standardsvenska i ord som ⟨haft⟩, men bortsett från denna självklara påverkan av tonlösa ljud gäller huvudregeln om f‑uttal i uddljud, och v‑uttal i inljud och utljud.)
För att åskådliggöra språkhistorien väljer vi i denna artikel fem exempelord som inte har ändrats mycket sedan vikingatiden, och som på nysvenska har blivit: 
1. ⟨vinna⟩
2. ⟨svärja⟩/⟨svära⟩
3. ⟨fara⟩
4. ⟨hava⟩ (på isländska stavat ⟨hafa⟩) och
5. ⟨hav⟩ (på isländska stavat ⟨haf⟩)

Nummer 1 och 2 hade ursprungligen fonemet /v/ (uttalat [w]); nummer 3–5 hade fonemet /f/ (uttalat [v] eller [f]).
(Ordet ⟨hava⟩ har i dag kortformen ⟨ha⟩ i standardsvenska, men bevaras i ord som innehavare.)
- Fonemet /v/ i fornnordiska ⟨vinna⟩ och ⟨sværja⟩ (svärja) uttalades alltså ursprungligen [w]: [winna][e] och [swærja]; jämför med engelska  ⟨win⟩, ⟨swear⟩, som har kvar w‑ljudet.
- Fonemet /f/ i fornnordiska ⟨fara⟩, ⟨hafa⟩, ⟨haf⟩ uttalades alltså [f] i ⟨fara⟩, men [v] i ⟨hafa⟩ och ⟨haf⟩; de tre exempelorden uttalades alltså ungefär som på nysvenska (bortsett från att vokalerna var korta i fornnordiskan, vilket är oviktigt här).

Det konsonantiska fonemet /f/ hade alltså två allofoner, som i moderna standardsvenska öron låter mycket olika: [f] och [v]. Men det var inga problem att språkpsykologiskt hålla allofonerna [f] och [v] samman i ett fonem, och skilja dem från fonemet som skrevs ⟨v⟩, eftersom det senare uttalades [w]. Ljuden [f] och [v] kan uppfattas som likartade, eftersom de har samma artikulering utom att [f] är tonlös och [v] är tonande.
En nutida svensktalande frågar sig kanske varför man i nordiska fornspråk tid skrev orden ⟨fara⟩, ⟨hafa⟩, ⟨haf⟩ med samma bokstav ⟨f⟩ när uttalet var [fara], [hava] och [hav]. Orsaken är att många ord som idag har ett v‑uttal (⟨vinna⟩, ⟨svära⟩) hade fonemet /w/ och uttalades med [w], och att det inte fanns någon anledning att använda samma skrivtecken för /w/‑fonemet och för allofonen [v] av fonemet /f/.

### Förändringar från senare fornnordisk tid
Senare under fornnordisk tid ändrades uttalet av v‑ljudet från [w] till [v] i fonnordiska dialekter, i synnerhet i de fornvästnordiska där [v]‑uttal blev helt dominerande, till skillnad från de fornöstnordiska som behöll [w] betydligt mycket längre (se avsnitt om [w] i svenska dialekter nedan). Till slut fick det ursprungliga fonemet /w/ samma uttal som allofonen [v] av fonemet /f/ även i den östnordiska (svenska och danska) majoritetsbefolkningens språklig varieteter.
Detta skulle kunna analyseras som att fonemet /v/ (som utvecklades ur fonemet /w/) utvidgades till att omfatta allofonen [v] av fonemet /f/. Men den nya situationen var tvetydig och en annan analys är möjlig. Det fanns två fonem /f/ och /v/, i medeltida nordiska språk vilket kan påvisas med ett minimalt par som fara–vara, men eftersom opposition saknades mellan fonemen /f/ och /v/ inne i ord och i slutet av ord var den traditionella stavningen med ⟨f⟩ i ⟨fara⟩, ⟨hafa⟩, ⟨haf⟩ inte orimlig.
Parentetiskt må tilläggas att utljudande /f/ redan i fornsvenska fanns efter kort betonad vokal i lånord som i det ursprungligen tyska ordet straff. Denna artikel behandlar utljudande /f/ i andra ställningar: efter nutida lång vokal och efter obetonad vokal och konsonant.

### Osäkerhet om stavning
Det nya uttalet av fonemet [v] ledde till vacklande stavning i nordiska fornspråk. När en konsonant som uttalades [v] hördes inne i ett ord, kunde man välja mellan att skriva den med grafemet ⟨f⟩, eller med ⟨v⟩, ⟨u⟩ eller ⟨w⟩. Detta var ett val mellan två alternativ, eftersom ⟨v⟩, ⟨u⟩ och ⟨w⟩ var varianter av samma bokstav på medeltiden.
I nordiska handskrifter finns stavningarna ⟨hafa⟩ och ⟨haua⟩. Den förra stavningen är traditionell, medan den senare speglar att uttalet [hava] kan tolkas som att ordet nu innehåller fonemet /v/.

### Stabilisering av stavningen
Senare stabiliserades stavningen. Den isländska stavningen av exempelorden blev ⟨fara⟩, ⟨hafa⟩, ⟨haf⟩, som uttalas ungefär som svenska ⟨fara⟩, ⟨hava⟩, ⟨hav⟩. Denna stavning avspeglar det ursprungliga förhållandet, att ⟨f⟩ i dessa ord tillhörde samma fonem. Den isländska stavningen är nu icke ljudenlig i så måtto att v‑ljudet stavas med ⟨v⟩ i ⟨vinna⟩ men ⟨f⟩ i ⟨haf⟩.
I fornsvenska stabiliserades med tiden en annan stavning. Inne i ord före vokaler användes kompromissen ⟨fv⟩, och i slutet av ord (och före konsonant) användes ⟨f⟩. Den svenska stavningen av exempelorden blev ⟨fara⟩, ⟨hafva⟩, ⟨haf⟩. (Varianter av stavningen ⟨fv⟩ fanns, som ⟨fu⟩, ⟨ffv⟩ och ⟨ffu⟩.)
Denna svenska stavningsnorm blev långlivad. Det fonetiska ljudet [v] stavades på ett icke ljudenligt sätt i ⟨hafva⟩, ⟨haf⟩, ⟨stafning⟩ och hundratals andra ord. Denna norm följdes i svensk skrift även i den av Svenska Akademien reglerade gammalstavningen, som användes på 1800‑talet. Först 1906 gjordes stavningen ljudenlig (för standardsvenska) genom regeringsbeslut. ⟨Hafva⟩ och ⟨haf⟩ blev ⟨hava⟩, ⟨hav⟩, och skriften visade nu att v‑ljudet inne i och i slutet av ord hör till /v/-fonemet.

## Stavning av namn
På grund av den stabila svenska stavningen av utljudande [v] med ⟨f⟩ stavades svenska namn på följande sätt: ⟨Olof⟩, ⟨Ulf⟩. Dessa skriftspråksformer kunde skilja sig från allmogens talspråk på två olika sätt:
- Talspråksformer som Olov, Olav, Ulåv, kunde användas. Man skrev ‑f, men sade ‑v.[14]
- Ofta använde allmogen en helt annan namnform, som upphävde frågan om uttalet av ‑f: En person kyrkobokförd som Olof kallades i många trakter alltid Ola, av den på medeltiden gängse formen Olaf (ursprungligen uttalat Olav).[14]

## Läsuttal gav upphov till utljudande‑f
Senare uppkom ett läsuttal av utljudande ‑f: man började säga Ulf, Olof med f‑ljud, som majoriteten gör nu (2021). Förändringen berodde på den stora vikt de svensktalande lade vid kyrkans skriftspråk och vid almanackan. Detta läsuttal har ändrat de flesta svenska språkliga varieteters fonotax. (Fonotax är reglerna för hur ljud kan kombineras.) Utljudande ‑f, som sedan förhistorisk tid inte funnits i svenska, har blivit en möjlig ordstruktur.
På tal om namnen Frithiof och Thiodolf, som kommit in i 1800‑talssvenskan på grund av den nordiska namnrenässansen, skrev Johan Erik Rydqvist att ”hvarken ‑of eller ‑olf är svensk slut‑form”, det vill säga att svenska egentligen inte hade utljudande ‑f vare sig efter lång vokal eller efter fonemet /l/, och att förmodat ljudlagsenliga svenska former vore ”Fredtjuv” och ”Tjudulv”. Han avvisade dock sådan fonologisk språkpurism, och konstaterade att namn som slutade med uttalat ‑f blivit en del av svenskan.
Rydqvists anmärkning bekräftas av Anders Fredrik Dalin, som uppgav 1850 att lånordet ⟨golf⟩ (havsbukt) uttalas ”gållf”. Utöver nordiska namn på ‑f har ordgruppen med utljudande ‑f alltså utökats med nya ord som golf och kuf. Men eftersom fonotaxens regler inte ändras lätt har den äldre uttalsregeln (att ord vanligen inte kan sluta på ‑f) påverkat uttalet in i modern tid. Svenska Akademiens ordbok anger 1929 alternativuttalet golv för orden golf (bollspel och havsvik). Ännu på 1900‑talet bestämde de äldre fonotaktiska reglerna många svensktalandes språkkänsla, vilket ledde till uttal som att äldre och dialekttalande svenskar kunde säga Olov om statsminister Olof Palme, trots att massmedia och standardspråket hade uttalet Olof.
I Norge är förhållandet delvis annorlunda. Samma läsuttal finns visserligen, men den ursprungliga fonotaktiska regeln att den utljudande konsonantens uttal är ‑v står starkare i språkkänslan, vilket givit upphov till former som Gandalv och Rolv Wesenlund.

## Följdverkningar
Den språkhistoriska utvecklingen av v‑ och f‑ljuden har fått följande följdverkningar för nutida svensktalande:
1. Ljudsystemet ändrades: fonemet /f/ är nu vanligt i ordslut, vilket först i modern tid blivit naturligt för alla svensktalande.
2. En konservativ prestigestavning av namn uppkom, där fonemet /v/ stavas på medeltida sätt: Annie Lööf, Stefan Löfven, Stufvenäs Gästgifveri.